# Alimentador Cedros de Villa (Metropolitano)
El servicio AS-02 o alimentador Cedros de Villa del Metropolitano conecta el terminal Matellini con la zona de Cedros de Villa en el distrito de Chorrillos.

## Características
Su flota está compuesta por autobuses amarillos de 12 metros.

### Horarios
| Servicio Alimentador | Lunes a Sabado | Lunes a Sabado | Domingo       | Domingo       |
| Servicio Alimentador | De ida         | De vuelta      | De ida        | De vuelta     |
| -------------------- | -------------- | -------------- | ------------- | ------------- |
| Regular              | 05:30 - 00:00  | 05:00 - 23:30  | 05:30 - 23:00 | 05:00 - 22:30 |

### Tarifa
| Regular     | Regular |
| ----------- | ------- |
| General     | S/ 1.00 |
| Estudiantes | S/ 0.50 |
| CONADIS     | Gratis  |

## Recorrido
| Ida Matellini - Cedros de Villa    | Terminal Matellini (embarque 1) — Prolongación Paseo de la República — Avenida Las Gaviotas — Óvalo La Curva — Avenida Defensores del Morro — Avenida Alameda Sur — Avenida Alameda Ballestas                                                                                          |
| Vuelta Cedros de Villa - Matellini | Avenida Alameda Ballestas (Esq. Calle Isla Española) — Avenida Alameda Los Horizontes — Avenida Alameda Los Cedros — Avenida Alameda Sur — Avenida Defensores del Morro — Óvalo La Curva — Avenida Las Gaviotas — Prolongación Paseo de la República — Terminal Matellini (embarque 1) |

## Paraderos
| N.º | Paradero                        | Común con |
| --- | ------------------------------- | --------- |
| 1   | Terminal Matellini (embarque 1) |           |
| 2   | Huaylas                         |           |
| 3   | Alameda Sur                     |           |
| 4   | Los Pinos                       |           |
| 5   | Plaza Vea                       |           |
| 6   | Las Camelias                    |           |
| 7   | Cedros de Villa                 |           |
| 8   | Ballestas                       |           |
| 9   | Isla Española (Final)           |           |

| N.º | Paradero                        | Común con |
| --- | ------------------------------- | --------- |
| 1   | Isla Española (Inicial)         |           |
| 2   | Aruba                           |           |
| 3   | Las Tortugas                    |           |
| 4   | Cedros de Villa                 |           |
| 5   | San Lorenzo                     |           |
| 6   | Plaza Vea                       |           |
| 7   | Machupicchu                     |           |
| 8   | 10 de Noviembre                 |           |
| 9   | Santa Anita                     |           |
| 10  | Terminal Matellini (embarque 1) |           |